# Cure time
- cure time
- Curetime

Cure time(キュアタイム)は、日本の内閣府が2019年10月に開設した、性暴力被害の相談をオンラインで受け付けるウェブサイトである。性暴力について、年齢・性別に関係なく、匿名で利用できる。
相談を受けるのは女性スタッフで、特定非営利活動法人BONDプロジェクトのメンバーをはじめ、全国のワンストップ支援センターの職員が協力し、医師・看護師・社会福祉士・弁護士などと連携して対応している。相談内容によっては、通話での連絡、緊急避妊薬の説明、弁護士や専門的な医療機関の案内、生命の危険がある場合は警察への連絡も行う体制を整えている。相談内容が学校の教員や家族に知られる心配はない。相談担当者は、「辛いことからは止まらずに逃げて、無駄だと思わずに、まずはCure Timeに相談してほしい。安全な場所は必ずどこかにあるから、暴力から身を守る方法を一緒に考えよう」と声を強める。

## 背景
内閣府の2017年から2018年での調査で、性暴力などの影響を受けた少女たちは自尊心が低下し、被害を｢被害｣として認識したり、｢相談してよい｣ と思うことが難しい。そのまま支援機関につながることがなく、長期間複数回の性暴力被害を受けたり、トラウマに起因する心身の不調を抱えたまま時間が過ぎて行ってしまう。
内閣府男女共同参画局男女間暴力対策課は、2022年の民法改正により、成人年齢が男女ともに18歳以上に引き下げられることから、アダルトビデオ出演契約や「JKビジネス」も、未成年者であることを事由とした取り消しができなくなるため、被害数が増えると懸念した。男女間暴力対策課の担当者は、「性暴力被害を電話で相談するのは非常にハードルが高いことが分かった。若い世代がアクセスしやすい手段に、こちらから動くべきだ」と言った。このことから、内閣府は、これらの被害の予防啓発とともに、若年層が相談しやすい形式でCure timeの運営を始めた。また、各都道府県管轄のワンストップ支援ダイヤル「#8891」の紹介も並行している。

### 周知行動
2021年11月25日、国際連合人口基金の「＃STOPデジタル暴力キャンペーン」に合わせ、東京都内で開催されたトークイベントでは、男女共同参画局長の林伴子が、ビデオメッセージでCure timeへの相談を呼びかけた。
2022年10月10日、IMALUがインターネットの記事に書かれた女性蔑視的な表現に不快感を現わしたことをTwitterに投稿したのを週刊ダイヤモンドが報じた際、記事内でIMALUが前月にCure timeを紹介するニュースをリツイートしていたことも書かれた。
2023年4月17日、NHK総合テレビジョンのニュースでは、日本政府が痴漢撲滅に向けた政策パッケージを取りまとめたニュース映像の最後に、ワンストップ支援ダイヤル「#8891」とともに、「Cure time」の存在がアナウンスされた。
日本各地の地方公共団体では、公式サイトにCure timeの紹介が掲載されている。また、Tiktokも性暴力防止キャンペーンの一環として、Cure timeも紹介している。

## 運用

### チャット相談
当初は、2019年12月10日から12月24日までの期間限定で、10代や20代の女性を対象に試験運用を始めた。このうち、北海道・京都府・鳥取県では、人員の確保ができたため、個別の対応が可能だった。2021年2月15日から3月30日まで、毎週月曜日・水曜日・木曜日での試験運用を行い、2022年4月4日からは、毎日日本時間の17時から21時まで、専門の相談員が文字チャットにて相談を受け付けている。10種の外国語での相談にも対応している。チャット画面は端末にも履歴が残らない。幅広い年齢層からの相談が寄せられ、「被害直後」や「現在進行中」の相談も少なくない。中でも「家庭での性暴力から逃げてきたが行き場がなく、SNSやマッチングアプリで出会った男性の家で性暴力に遭った」という10代や20代女性からの相談が多く、野戦病院のようなときもある。1件のチャット相談に付き、平均で90分から120分かかっている。SNSでやり取りできる情報は少ないため、チャット相談は「入り口」に過ぎないが、15歳から24歳の若年層は電話に抵抗があり、また各種の障害や経済的理由で電話が困難な人にも、SNSは重要な窓口として機能している。また、「相談するほどではない」と迷っている人でも、匿名で他人に知られにくく問題を伝えやすいことから、心理的な抵抗も少ないという。
相談を受けたスタッフは、「小学生以下の性被害の内容がとてもひどいのが一番印象に残っている。途中で連絡が切れてしまって支援できなかった子どももいた。気になっているので、また相談が欲しい」と話す。自分の被害を誰かに聞いてもらいたい・気持ちを整理したい・被害者支援の手段を知りたいといった用途でも活用できる。

### メール相談
日本語のみだが、メールでの相談も受け付け、返信している。Cure Time運用の前に、支援団体の存在を知ったり、相談した手段として
多かったのが「メール」と「インターネット」で、メール相談は電話相談の2倍の量があった。

### X（旧Twitter）
Cure timeのX（旧Twitter）アカウントでは、チャット相談時間の開始や、他にも性暴力被害についての様々な啓蒙を投稿している
。